# N'dorola
N'dorola è un dipartimento del Burkina Faso classificato come comune, situato nella Provincia di Kénédougou, facente parte della Regione degli Alti Bacini.
Il dipartimento si compone del capoluogo e di altri 21 villaggi: Bangasso, Deina, Dingasso 1, Dingasso 2, Fadona, Famberla, Kagnagara, Kanama, Karfara, Kodona, Koko, Korkina, Sefina I, Sefina II, Seguedougou, Sikorla, Sinani, Siri, Temekina, Tiangouera e Torokoto.